# Joakim Compaigne Ntsika
Joakim Compaigne Ntsika (ur. 22 października 1974) – kongijski piłkarz występujący na pozycji napastnika.
W swojej karierze rozegrał 114 spotkań i zdobył 28 bramek w trzeciej lidze niemieckiej.
W reprezentacji Konga zadebiutował 8 października 2000 w wygranym 2:1 meczu el. do PNA 2002 z Mauritiusem. W latach 2000–2004 w drużynie narodowej zagrał cztery razy.